# La Laja, Jungapeo
La Laja är en ort i Mexiko.   Den ligger i kommunen Jungapeo och delstaten Michoacán de Ocampo, i den södra delen av landet, 150 km väster om huvudstaden Mexico City. La Laja ligger 1 044 meter över havet och antalet invånare är 162.
Terrängen runt La Laja är lite bergig. Runt La Laja är det ganska tätbefolkat, med 60 invånare per kvadratkilometer. Närmaste större samhälle är Tuzantla, 15,4 km söder om La Laja. I omgivningarna runt La Laja växer huvudsakligen savannskog.